# 레이저 (딩기)

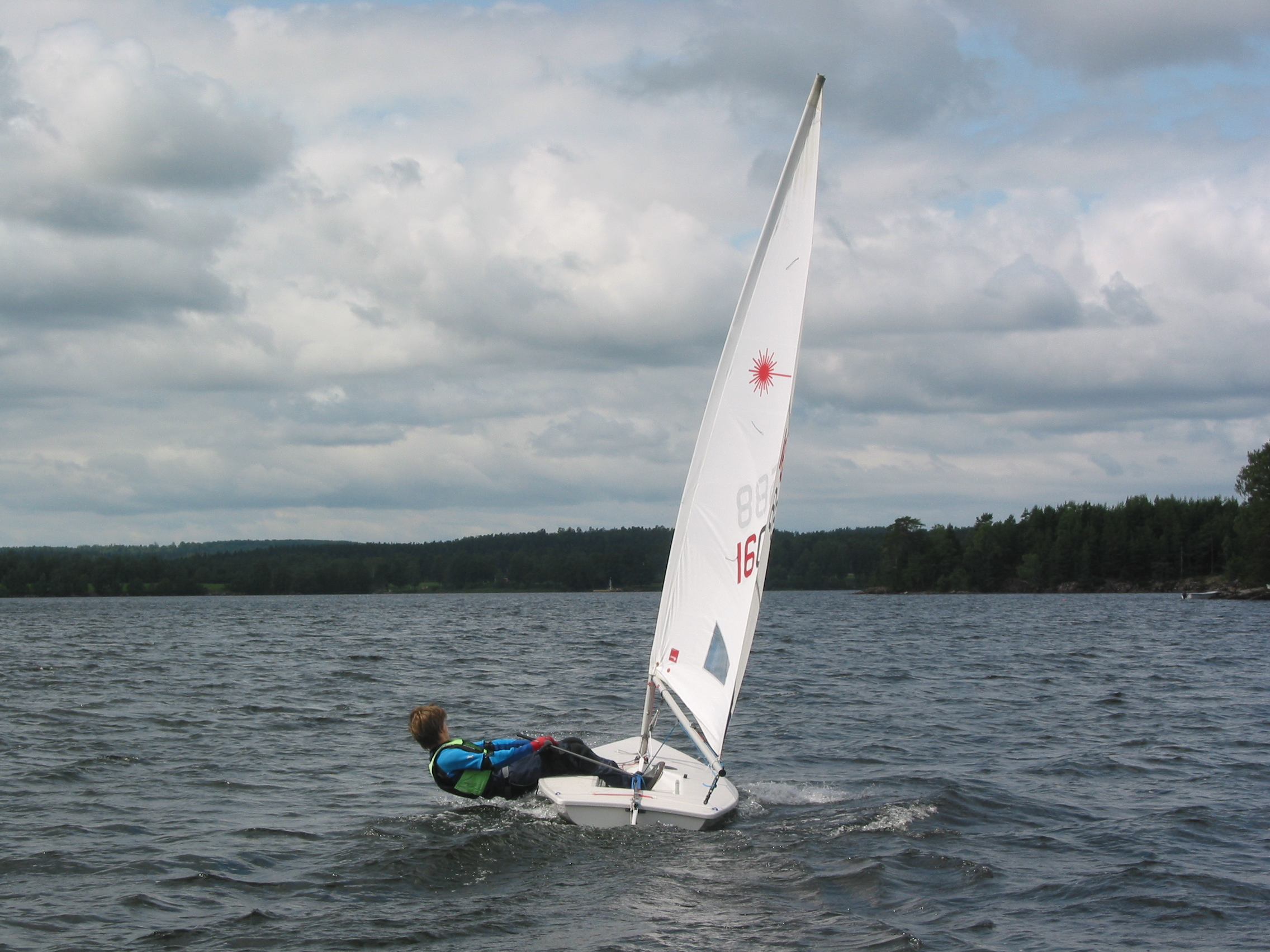
레이저

레이저(Laser)는 전장 4.23m, 전폭 1.37m, 면적 7.06m², 선체 중량이 59kg이고 정원이 1명인 요트로, 딩기의 한 종류이다. 레이저는 주어진 바람 강도와 승무원 중량의 조합에 적합한 서로 다른 항해 영역의 교체 가능한 리그 3개를 갖춘 공통 선체 설계를 사용하는 한 손으로 조작할 수 있는 단일 디자인 범선이다. 이안 브루스(Ian Bruce)와 브루스 커비(Bruce Kirby)는 1970년에 단순성과 성능에 중점을 두고 레이저를 디자인했다.
레이저는 널리 생산되는 작은 배 종류이다. 2018년 기준으로 전 세계적으로 215,000척 이상의 보트가 있다. 이 클래스는 120개국의 선원이 참가하는 국제 클래스이며 1996년부터 올림픽 클래스이다. 선체, 돛과 장비의 차이를 없애는 엄격한 클래스 협회 제어로 인해 경쟁력 있는 경주를 제공하는 견고한 구조, 간단한 장치 및 항해의 용이성으로 인해 폭넓게 수용되고 있다.
국제레이저등급협회(ILCA)는 상표권 분쟁으로 인해 공식적으로 ILCA 딩기라고 불리는 보트의 사양 및 경기 규칙을 정의한다.
관련 디자인의 다른 "레이저" 브랜드 보트로는 레이저 2 및 레이저 피코가 있다.

## 생산
레이저는 다양한 지역의 다양한 회사에서 제조된다. 여기에는 유럽과 미주 지역의 LaserPerformance, 오세아니아의 Performance Sailcraft Australia, 아시아의 Performance Sailcraft Japan이 포함된다. 2019년에는 올림픽 등급으로서의 레이저의 지위가 검토되었으며, 해당 등급이 올림픽 장비 제조업체(OEM) 정책을 준수한다는 조건으로 유지되어 적절한 자격을 갖춘 제조업체가 보트 및 등급 장비를 공정하고 합리적이며 비공정하게 공급할 수 있도록 허용했다. 이러한 움직임으로 인해 레이저 생산업체 수가 크게 증가할 가능성이 있다.